# Brax (Lot-et-Garonne)
Brax település Franciaországban, Lot-et-Garonne megyében. Lakosainak száma 2103 fő (2022. január 1.). Brax Colayrac-Saint-Cirq, Le Passage, Roquefort és Sainte-Colombe-en-Bruilhois községekkel határos.

## Népesség
A település népességének változása:
| Lakosok száma | 675  | 1109 | 1370 | 1742 | 2004 | 2060 | 2070 | 2090 | 2100 | 2103 |
|               | 1968 | 1982 | 1990 | 2006 | 2013 | 2015 | 2017 | 2019 | 2020 | 2022 |